# Дремлик тёмно-красный
Дре́млик тёмно-кра́сный (лат. Epipáctis atrórubens) — многолетнее травянистое растение семейства Орхидные, или Ятрышниковые (Orchidaceae).

## Название
Русское название род Дремлик получил из-за поникающих, как бы «дремлющих» цветков. Видовой эпитет связан с соответствующей окраской стебля и цветков (лат. atro- = тёмно- и rúbens = красноватый).

## Ботаническое описание

### Морфология

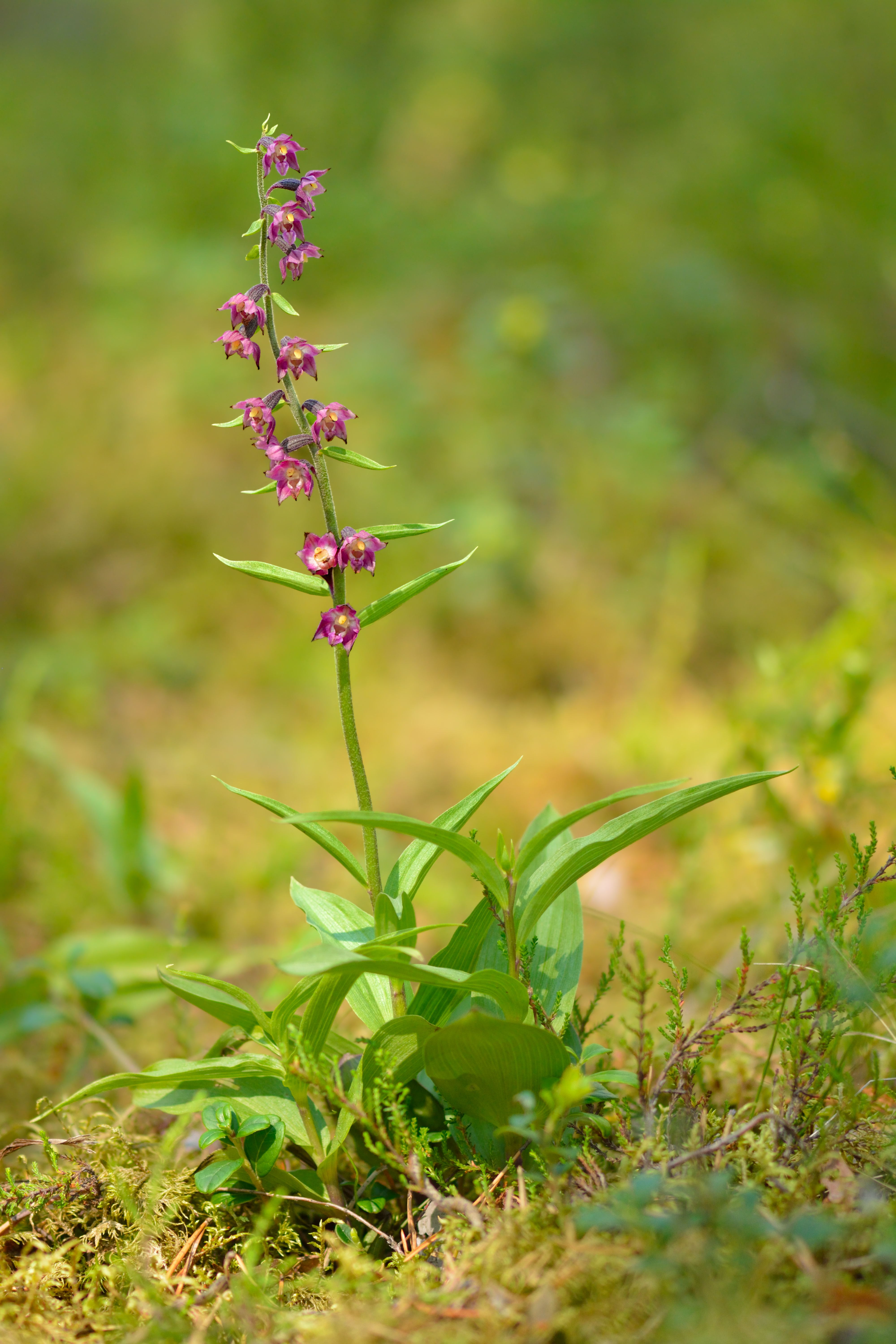
Общий вид растения

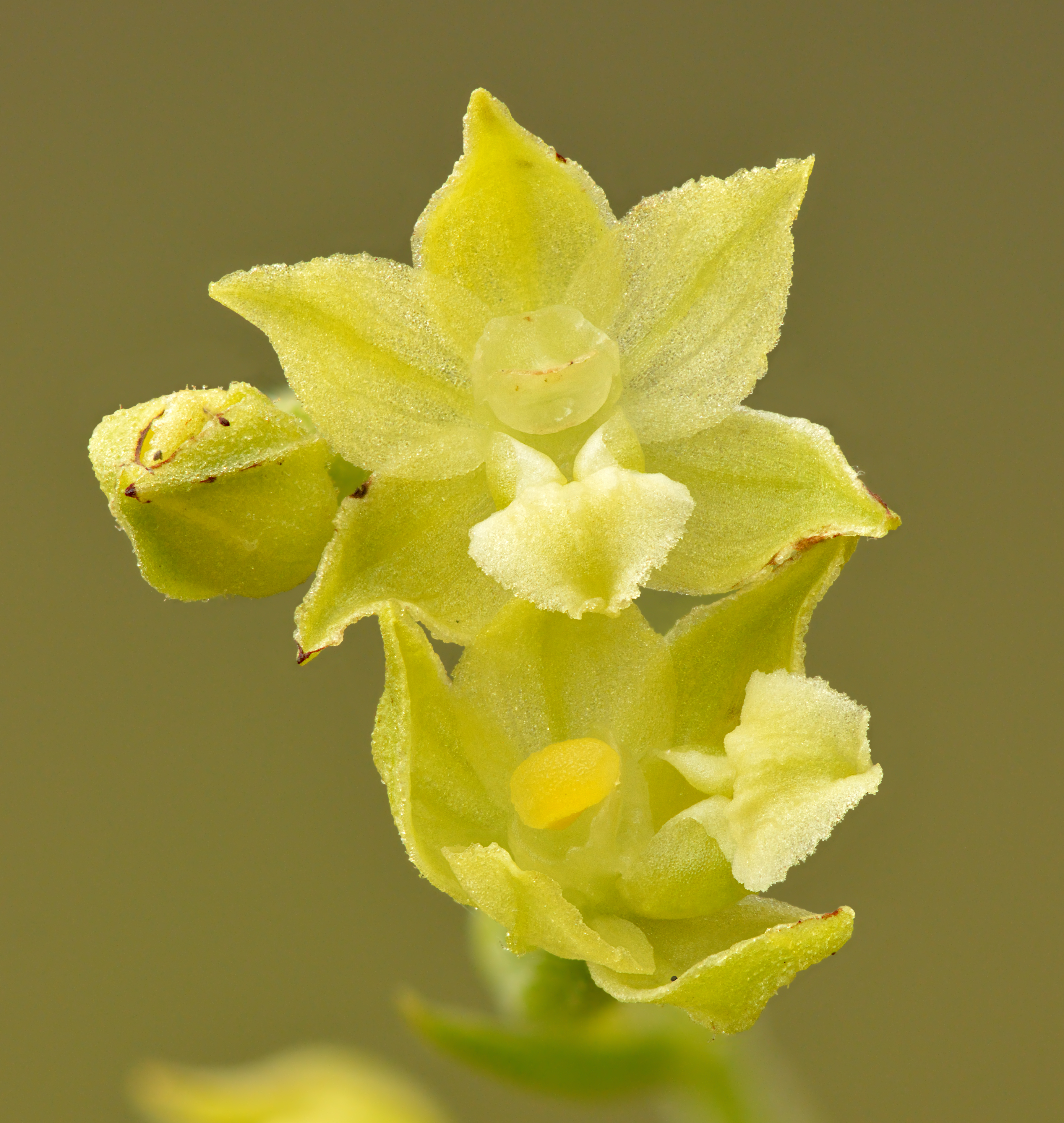
Редкая жёлто-зелёная форма

Растение с укороченным корневищем с развитой системой ветвящихся придаточных корней (до 40—50), что у наземных орхидных встречается крайне редко. Стебель высотой 25—60 (до 100) см, плотный, прямой, в верхней части коротко и густо опушённый, обычно фиолетового цвета.
Листья в числе 5—9 (до 12), жёсткие, вдоль жилок слегка шероховатые, овальные, заострённые, 4—8 см длиной и 1,5—4 см шириной.
Соцветие — рыхлая однобокая кисть, 7—20 см длиной, с густо опушённой осью. Прицветники ланцетные, нижние немного длиннее цветков. Цветки в числе 5—23 (до 30) на скрученных цветоножках, обычно тёмно-пурпурные, с ароматом ванили. Все листочки околоцветника (кроме губы) сходящиеся. Листочки наружного круга околоцветника (чашелистики) яйцевидные, заострённые, имеют три жилки, снаружи мелкоопушённые, 6—7 мм длиной и 3 мм шириной. Боковые листочки внутреннего круга чуть короче, эллиптические. Губа без шпорца, приспособлена для опыления насекомыми с коротким хоботком, 5—7 мм длиной, задняя её доля (гиполихий) чашевидно-вогнутая, овальная, с широким передним входом, 2—3 мм длиной, передняя доля (эпилихий) — сердцевидно-почковидная, по краю тупо зазубренная, 3—4 мм длиной и 4—5 мм шириной, при основании с двумя морщинисто-зубчатыми буграми. Колонка коротенькая до 2,5 мм длиной, завязь и цветоножка густо опушенные.

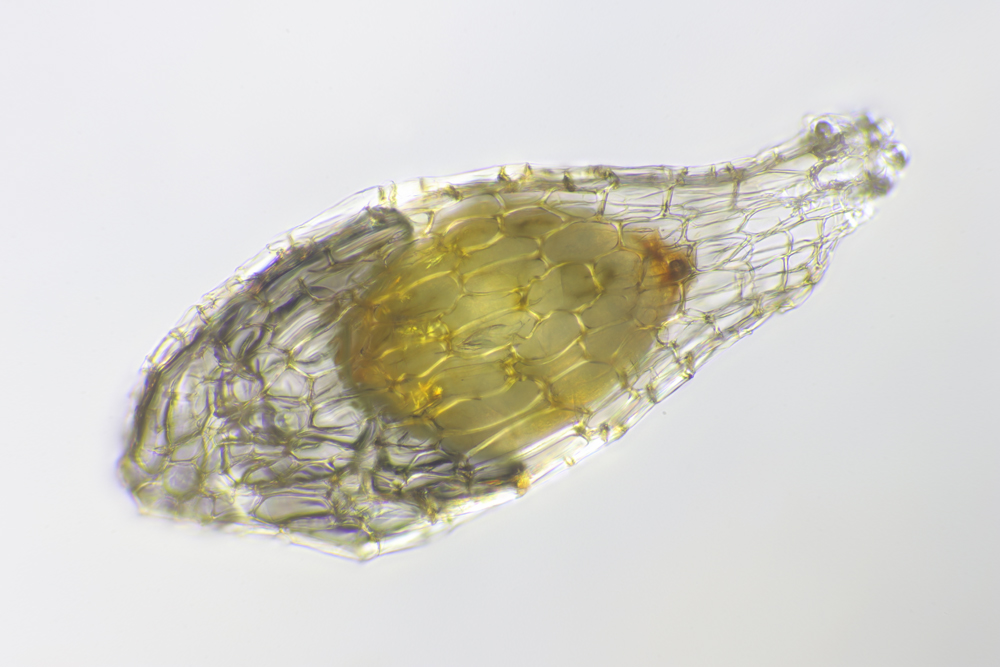
Семя под микроскопом: наружная сетчатая заполненная воздухом оболочка из мертвых клеток окружает зародыш

Плод — коробочка, от почти шарообразной до грушевидной, раскрывается шестью продольными щелями.
Диплоидный набор хромосом 2n = 60, а также анеуплоиды: 2n = 40 + 0 – 7B, 2n = 40 + (0 – 12B), 60 = 2B.

### Размножение и онтогенез
Сроки наступления отдельных фаз различаются в зависимости от региона. В средней полосе России цветёт в июне—июле, плодоносит в августе. В условиях Крыма этот вид относится к эфемероидам, отрастающим весной. После заражения грибом и формирования микоризы внутрипочечное развитие побега длится около 3 лет (в северных областях до 5 лет), на четвёртый год формируется надземный побег. Растение зацветает на 10—12 год, может цвести несколько лет подряд и с 2—3-летними перерывами. Жизненный цикл длится 25—30 лет.
Размножение преимущественное семенное. Вегетативное размножение играет небольшую роль, происходит путём ветвления и партикуляции корневища, в результате образуются небольшие латки.

### Консортивные связи
Вид является энтомофильным. Цветки выделяют нектар с ароматом ванили. Форма цветков может варьировать в зависимости от преимущественного опылителя в регионе — открытые цветки чаще посещают пчелы, колокольчатые — шмели. Возможно как перекрестное, так и самоопыление (аллоавтогамный вид).
На раннем этапе развития вид является облигатным микотрофом, взрослое растение в гораздо меньшей степени зависит от гриба и интенсивность микоризной инфекции может быть слабой. Изредка встречаются бесхлорофилльные особи, полностью зависящие от микосимбионта.

## Распространение и среда обитания
Евроазиатский вид. В Европе распространён от Британских островов и Скандинавии до Испании, Италии и Балканского полуострова с заходом на Крым. В Восточной Европе встречается в Беларуси, Прибалтике и Молдове. Азиатский ареал включает Малую Азию, север Ирана, Грузию, Казахстан, Центральную Азию. В России вид представлен в европейской части,  на Кавказе (Ставрополье и Ингушетия), на Урале (Башкортостан, Сведловская и Челябинская области), в Пермском крае и в Западной Сибири (Тюменская и Курганская области).
Растёт в светлых хвойно-широколиственных и широколиственных лесах, под пологом леса или на опушках, как на равнинах, так и в горах до 2000 м субальпийского пояса. Ксеромезофит, предпочитает нейтральные или щелочные, сухие или среднесухие, обычно хорошо аэрируемые почвы, грубые по механическому составу и бедные питательными веществам глинисто-карбонатные почвы. Кальцефил, часто встречается по обнажениям гипсов, известняков или доломитов. На севере Германии и в странах Прибалтики достигает 1 м высотой на дюнах. В Мурманской области произрастает на каменистых россыпях в субальпийских березняках Хибин.

## Охранный статус
III (R) категория, редкий вид (по другим данным II (V) категория, сокращающий численность вид). Внесён в Приложение II к Конвенции СИТЕС.
Антропогенные лимитирующие факторы: вырубка лесов, выпас скота, добыча известняка, рекреация.
Внесён в Красные книги 35 регионов России, в том числе Ленинградской, Курганской, Нижегородской, Новосибирской областей, Ханты-Мансийского АО, республик Башкортостан, Марий Эл, Чувашии, Коми. Занесён в Красные книги Украины и Беларуси.
В России охраняется на территориях 10 заповедников: Башкирского, Жигулёвского, Ильменского, Печоро-Илычского, Пинежского, Кандалакшского, «Кивач», Южно-Уральского, «Шульган-Таш», «Утриш», а также в национальных парках «Куршская коса», «Самарская Лука», «Валаамский архипелаг», «Припышминсие боры», природных парков: Нижнехопёрский, «Оленьи ручьи», «Бажовские места» и «Река Чусовая», памятников природы «Орхидная горка», «Уйский бор», «Назаровский бор», «Еткульский бор», «Джабык-Карагайский бор», «Пещера Сухая Атя», «Игнатьевская пещера» и др. Ведутся работы по созданию природного парка «Тургояк», а также природных парков в долинах рек Сим и Ай, где дремлик тёмно-красный встречается в составе комплекса редких видов растений

## В культуре
Вид высокодекоративен, но широкого распространения в культуре не получил. В условиях Москвы и Тверской области (Андреапольский район) капризен в культуре. Цветение не регулярное, выпал через 4 года. В Ботаническом саду Санкт-Петербурга вид успешно цветёт и плодоносит.

## Классификация
Вид весьма изменчив, выделяются подвиды и разновидности. Образует природные гибриды с дремликом широколистным, реже с дремликами мелколистным и болотным, а также межродовые гибриды с пыльцеголовником крупноцветковым.

### Таксономическая схема
|  |                                      |  |                                                             |                                                             |                    |  | ещё 13 семейств (согласно Системе APG IV) | ещё 13 семейств (согласно Системе APG IV)                             |                                                                       |  |  |  | ещё 90—100 родов                              | ещё 90—100 родов          |  |  |
|  |                                      |  |                                                             |                                                             |                    |  | ещё 13 семейств (согласно Системе APG IV) | ещё 13 семейств (согласно Системе APG IV)                             |                                                                       |  |  |  | ещё 90—100 родов                              | ещё 90—100 родов          |  |  |
|  |                                      |  |                                                             | порядок Спаржецветные                                       |                    |  |                                           |                                                                       | подсемейство Эпидендровые                                             |  |  |  |                                               | вид Дремлик тёмно-красный |  |  |
|  |                                      |  |                                                             | порядок Спаржецветные                                       |                    |  |                                           |                                                                       | подсемейство Эпидендровые                                             |  |  |  |                                               | вид Дремлик тёмно-красный |  |  |
|  | отдел Цветковые, или Покрытосеменные |  |                                                             |                                                             | семейство Орхидные |  |                                           |                                                                       | род Дремлик                                                           |  |  |  |                                               |                           |  |  |
|  | отдел Цветковые, или Покрытосеменные |  |                                                             |                                                             |                    |  |                                           |                                                                       |                                                                       |  |  |  |                                               |                           |  |  |
|  |                                      |  | ещё 63 порядка цветковых растений (согласно Системе APG IV) | ещё 63 порядка цветковых растений (согласно Системе APG IV) |                    |  |                                           | ещё 4 подсемейства: Апостасиевые, Циприпедиевые, Ванильные и Орхидные | ещё 4 подсемейства: Апостасиевые, Циприпедиевые, Ванильные и Орхидные |  |  |  | около 60—80 видов (на территории РФ 14 видов) |                           |  |  |
|  |                                      |  |                                                             | ещё 63 порядка цветковых растений (согласно Системе APG IV) |                    |  |                                           |                                                                       | ещё 4 подсемейства: Апостасиевые, Циприпедиевые, Ванильные и Орхидные |  |  |  |                                               |                           |  |  |

### Синонимы
По данным Plants of the World Online Архивная копия от 13 января 2020 на Wayback Machine на 2017 год, в синонимику вида входят:
- Amesia atropurpurea (Raf.) A.Nelson & J.F.Macbr.
- Amesia rubiginosa (Crantz) Mousley
- Epipactis atropurpurea Raf.
- Epipactis atrorubens var. atrata A.Waldner & Webernd.
- Epipactis atrorubens subsp. danubialis (Robatsch & Rydlo) Ciocârlan & R.Rösler
- Epipactis atrorubens var. macedonica Kreutz, Tsiftsis & Antonop.
- Epipactis atrorubens f. sirneensis Neirynck
- Epipactis atrorubens subsp. spiridonovii (Devillers-Tersch. & Devillers) Kreutz
- Epipactis atrorubens subsp. subclausa (Robatsch) Kreutz
- Epipactis atrorubens subsp. triploidea Gelbr. & G.Hamel
- Epipactis atrorubens var. triploidea (Gelbr. & G.Hamel) Kreutz
- Epipactis cruenta Bertero ex Vignolo
- Epipactis danubialis Robatsch & Rydlo
- Epipactis helleborine var. viridans Crantz
- Epipactis macropodia Peterm.
- Epipactis media Fr.
- Epipactis persica subsp. danubialis (Robatsch & Rydlo) Kreutz
- Epipactis spiridonovii Devillers-Tersch. & Devillers
- Epipactis subclausa Robatsch
- Epipactis thessala B.Baumann & H.Baumann
- Helleborine atropurpurea (Raf.) Schinz & Thell.
- Helleborine atrorubens (Hoffm.) Druce
- Helleborine media (Fr.) Druce
- Helleborine rubiginosa (Crantz) Samp.
- Helleborine viridans (Crantz) Samp.
- Limodorum rubiginosum (Crantz) Kuntze
- Serapias atrorubens (Hoffm.) Bernh.
- Serapias latifolia atrorubens Hoffm.